# Giorgi Loria
Pour les articles homonymes, voir Loria.

Giorgi Loria  (en géorgien : გიორგი ლორია), né le 27 janvier 1986, est un footballeur international géorgien. Il évolue au poste de gardien de but à l'Omónia Aradíppou.

## Biographie

### En club
Loria mesure 1,97 m. Joueur du FC Dinamo Tbilissi de 2005 à 2014, il y remporte trois fois le championnat de Géorgie (en 2008, 2013 et 2014), et trois fois la coupe nationale (en 2009, 2013 et 2014). Avec cette équipe, il dispute 6 matchs en Ligue des champions, et de nombreux matchs en Coupe de l'UEFA.
En 2014-2015, Loria rejoint l'OFI Crète. Il joue 25 matchs dans le championnat de Grèce avec cette équipe. Il part en fin de saison en raison des problèmes financiers du club.  
Il part en juillet 2015 à l'Olympiakos Le Pirée, comme doublure de Roberto. Malgré un contrat de deux ans, la forte concurrence à son poste pousse Loria à quitter le club grec, et à rejoindre dès le mois de septembre le FC Krylia Sovetov Samara en Russie. Son nom est alors cité comme possible recrue du club anglais de Chelsea FC. 

### En équipe nationale
Loria évolue en équipe nationale depuis 2008, d'abord comme doublure de Giorgi Lomaia, puis comme titulaire. Il joue son premier match en équipe nationale le 27 mai 2008, en amical contre l'Estonie. Fin 2015 il compte 34 sélections en équipe nationale.
Le 22 mai 2024, il fait partie de la liste des 26 joueurs convoqués par Willy Sagnol pour disputer l'Euro 2024.

## Palmarès
Giorgi Loria est champion de Géorgie à trois reprises en 2008, 2013 et 2014 et vice-champion  2007, 2009, 2010 et 2011 sous les couleurs du Dinamo Tbilissi. Il remporte la Coupe de Géorgie à trois reprises en 2009, 2013, 2014, s'incline en finale en 2010 et soulève la Supercoupe de Géorgie en 2008 et 2006.